# Ajtoski prochod
Ajtoski prochod (bułg. Айтоски проход) znajduje się we wschodniej części Starej Płaniny i oddziela Karnobratską od Ajtoskiej płaniny. Droga przez przełęcz ma 12 km, a jej wysokość wynosi około 350 m n.p.m. Spotyka się roślinność trawiastą i krzewy, a z gatunków drzew buk wschodni i dąb bezszypułkowy. Rozpowszechniony jest bułgarski endemit ajtoski klin (Astracantha aitosensis).
Przez przełęcz prowadzi szosa łącząca Ajtos z Dyłgopolem.